# اینفوبیپ
اینفوبیپ (انگلیسی: Infobip) شرکت مخابرات کروات است، که در سال ۲۰۰۶ تأسیس شد. 